# Хотлянский сельсовет
Хотлянский сельсовет — административная единица на территории Узденского района Минской области Беларуси. Административный центр — агрогородок Хотляны.

## Состав
Хотлянский сельсовет включает 37 населённых пунктов:
- Березова Пасека — посёлок.
- Великая Каменка — деревня.
- Великая Малиновка — деревня.
- Бор — посёлок.
- Валерьяны — деревня.
- Веселовка — посёлок.
- Вишневка — посёлок.
- Волок — деревня.
- Вороновка — деревня.
- Гай — посёлок.
- Грабники — посёлок.
- Гута — деревня.
- Дубровка — посёлок.
- Заболотье — деревня.
- Завишина — деревня.
- Коминтерн — посёлок.
- Чирвоная Горка — посёлок.
- Чирвоная Нива — посёлок.
- Чирвоный Клин — деревня.
- Любяча — деревня.
- Ляды — посёлок.
- Малая Каменка — посёлок.
- Малая Малиновка — посёлок.
- Малиновка — посёлок.
- Новый Путь — посёлок.
- Островок — посёлок.
- Петровск — посёлок.
- Плитница — посёлок.
- Победа — посёлок.
- Подгрядка — посёлок.
- Подречка — посёлок.
- Рябиновка — посёлок.
- Середина — посёлок.
- Соловьи — посёлок.
- Толкачевичи-1 — деревня.
- Толкачевичи-2 — деревня.
- Хотляны — агрогородок.

Упразднённые населённые пункты:
- Хотляны — посёлок

## Производственная сфера
- КУП «ДарСлавАгро» (деревня Толкачевичи-1)
- СПК «Хотляны» (агрогородок Хотляны)
- Филиал "Агрокомплекс «Белая Русь» ОАО «Слуцкий КХП» (агрогородок Хотляны).
- Фермерское хозяйство «Алёна»

## Социально-культурная сфера
- Образование: Средняя государственная общеобразовательная школа — агрогородок Хотляны, базовая школа-сад — п. Новый Путь, детский сад — агрогородок Хотляны.
- Медицинскую помощь населению оказывают Хотлянская врачебная амбулатория, 2 фельдшерско-акушерских пункта (д. Любяча и д. Толкачевичи).
- Культура: Хотлянский Дом культуры, Толкачевичский сельский клуб и две сельские библиотеки в аг. Хотляны и д. Толкачевичи.